# Reinhard Maack
Reinhard Maack (Herford, 2 de outubro de 1892 — Curitiba, 26 de agosto de 1969) foi um naturalista, geólogo e explorador alemão que viveu a maior parte de sua vida no Brasil.
Fez grandes contribuições para a ciência, principalmente nas áreas de geologia, paleontologia, geografia, cartografia e biologia. Após ter desenvolvido vários estudos sobre a geologia no sul do Continente Africano, Maack mudou-se para o Brasil, fixando-se em Curitiba, no estado do Paraná. Os estudos realizados na África se tornariam importantes referenciais para correlações com as rochas paranaenses, contribuindo sobremaneira para a Teoria da Deriva Continental e do supercontinente Gondwana. Maack foi um pioneiro e incansável advogado na preservação de áreas naturais e advertiu sobre as consequências da sobre-exploração econômica da natureza, vegetação e solo. Tal fato o faz como um dos primeiros ambientalistas, muito antes da ecologia tornar-se um assunto importante.

## Da Alemanha para a África: a formação de um Naturalista

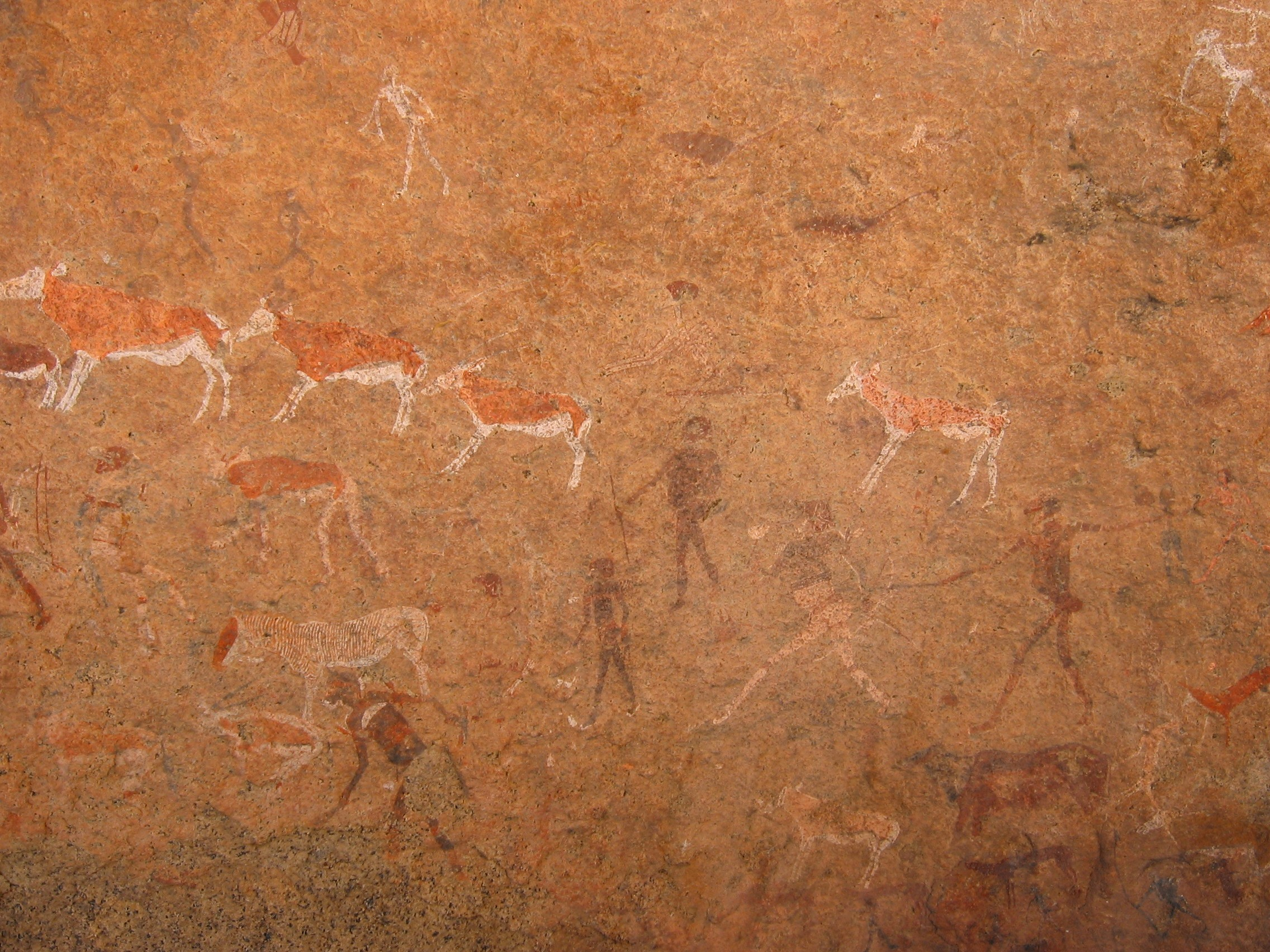
A Dama de Branco, pinturas rupestres descobertas por Maack em 1918.

Reinhard Maack era filho de Peter e Caroline Maack. Entre 1899 e 1907 estudou na Escola Pública de Herford em Wilhelmplatz. Em 1911 partiu para a então Colônia Alemã do Território do Sudoeste Africano, atual Namíbia, instalando-se na capital, Windhoek, para trabalhar em pesquisa pela empresa alemã Südwestafrikanischen Landesvermessung. 
Em 4 de janeiro de 1918, durante pesquisas na região da montanha Brandberg, a mais alta da Namíbia, descobriu um grupo de pintura rupestres que mais tarde foi denominada “The White Lady”. Estas pinturas estão localizadas numa gruta denominada “Abrigo Maack” e retratam diversas figuras humanas e de uma espécie de antílope, o Órix.

## Maack no Brasil
Maack mudou-se para o Paraná para trabalhar como engenheiro de uma empresa de mineração em 1923 e logo iniciou uma série de expedições pioneiras pelo estado, conquistando o título de primeiro naturalista do Paraná. Como exemplo, foi ele o conquistador do Pico Paraná, ponto culminante do Brasil Meridional. Como membro de uma expedição da Universidade Federal do Paraná, foi um dos primeiros pesquisadores que travou contato com os índios Xetá, que habitavam o baixo curso da bacia do rio Ivaí na década de 1930.
Após sua chegada ao Brasil, o interesse pela Teoria da Deriva Continental é despertado em Maack, motivado pela descoberta de similaridades geológicas entre o Brasil e a região do Kaokoveld na Namíbia.  
Retornou à Alemanha em 1928 para estudar Geologia e Geografia pela Universidade Humboldt de Berlim, estudos que interrompeu em 1930 após assinar um contrato para exploração mineral no Brasil. Retornou estes estudos em 1936, concluindo em 1937. Em 1946 obteve o doutorado pela Universidade de Bonn.
Em 1943 foi contratado como geólogo do Museu Paranaense e do Instituto de Pesquisas Tecnológicas do Paraná. Em 1946 é contratado para o Departamento de Geologia e Paleontologia da Universidade Federal do Paraná. Neste mesmo ano torna-se Diretor do Serviço de Geologia e Petrografia do Instituto Biológico do Paraná.
Em 1949 recebe o título de cidadão brasileiro pelo fato de possuir uma filha brasileira e ser proprietário de terras no Estado do Paraná. 
Publicou mais de uma centena de trabalhos, entre artigos científicos e livros, principalmente sobre a geologia do Paraná, da Bacia do Paraná e do Gondwana, tendo participado de diversos congressos internacionais e saídas de campo de geologia em diversos países da América do Norte, América do Sul, América Central, África, Ásia e Europa. Seus artigos levam a conclusão que o autor se tratava de um pesquisador por excelência, alguém que demonstrava sensibilidade e dedicação prolongada em suas investigações. Foi um pesquisador visionário que na década de trinta previu o futuro ambiental paranaense, alertando sobre os riscos da devastação desenfreada de suas matas.

## Maack e a teoria da deriva continental
Reinhard Maack teve uma grande contribuição na defesa da deriva continental na primeira metade do século XX, tendo sido um dos primeiros defensores das teorias da deriva continental, do geólogo e meteorologista alemão Alfred Wegener. Além de ter publicado diversos trabalhos referentes ao assunto, sua tese de doutorado versou sobre o tema, tendo sido defendida na Universidade de Bonn. Ele foi inclusive premiado pela UNESCO, órgão da ONU, pela sua defesa da Deriva Continental.

## Condecorações e homenagens
Em maio de 1959, durante visita à comemoração do centésimo aniversário da morte de Alexander von Humboldt em Berlin, Maack recebeu a medalha Karl Ritter.
Em outubro de 1967, foi agraciado com a medalha de ouro José Bonifácio de Andrade e Silva, a maior condecoração da Sociedade Brasileira de Geologia, durante o XXI Congresso Brasileiro de Geologia, em Curitiba. Em julho de 1969, foi agraciado com A Grande Cruz do Mérito, da República Federal da Alemanha.
Na Alemanha, possui uma exposição permanente sobre sua vida e obra, no museu municipal de Herford, sua cidade natal. Em Curitiba, o Bosque Reinhard Maack e a Rua Reinhard Maack são uma homenagem ao geólogo.
Em 2011, os alpinistas Andrey Romaniuk e Alessandro Haiduke batizaram um pico adjacente ao Pico Agudo, localizado no município de Sapopema, Paraná, de Agulha Reinhard Maack, em homenagem à Maack, primeiro explorador do Pico Agudo.

## Publicações
1. MAACK, R. (1947) Breves notícias sobre a geologia dos estados do Paraná e de Santa Catarina. Arquivos de Biologia e Tecnologia, Curitiba, v. 2, p. 63-154.
2. Maack R. (1950) “Mapa Fitogeográfico do Estado do Paraná”. Escala 1:750.000. Organizado e desenhado pelo Serviço de Geologia e Petrografia do Instituto de Biologia e Pesquisas Tecnológicas da Secretaria de Agricultura, Indústria e Comércio.
3. MAACK, R. (1968) Geografia física do Estado do Paraná. Curitiba: IBPT. 350 p. Maack, R., 1934 - Die Gondwanaschichten in Südbrasilien und ihre Beziehungen zur Kaokoformation Südwest-Afrikas (The Gondwana strata in southern Brazil and its relations with the Kaokoformation South West Africa) Zeitschrift d. Ges. f. Erdkunde zu Berlin, 1934, S. 194-222.
4. Maack, R., 1952 - O desenvolvimento das camadas gonduânicas do Sul do Brasil e suas relações com as formações Karru da Africa do Sul - Arquivos de Biologia e Tecnologia (Curitiba), 7, 1952, S. 201-253 Arquivos de Biologia e Tecnologia (Curitiba).
5. Maack, R., 1952 - The development of the Gondwana strata in southern Brazil and its relations with the Karroo formation in South Africa - Symp. sur les series de Gondwana: 19e Congr. Geol. Intern., Comptes Rend. Algier 1952.
6. Maack, R., 1964 - “50 Jahre Kontinental-Verschiebungs-Theorie; Alfred Wegener zum Gedächtnis" (50 years continental shift theory, Alfred Wegener in memory) Geographic Rundschau, 16, 1964, pp 343-356.
7. Maack, R., - 1966 "Problems of Gondwana land under tangential crustal displacements" [at 22 Intern. Geol Congr.] New Delhi, 1964 (in English, Portuguese & Deutsch)] publicado no Boletim Paranaense de Geografia (Curitiba), 18-20, 1966, p. 25-70.
8. Maack, R., - 1969 "Kontinentaldrift und Geologie des südatlantischen Ozeans" "Continental Drift and geology of the South Atlantic Ocean" Berlin 1969 (164 páginas)